# Eremitten
Eremitten är en kulle i Antarktis. Den ligger i Östantarktis. Norge gör anspråk på området. Toppen på Eremitten är 2 205 meter över havet.
Terrängen runt Eremitten är kuperad åt nordost, men åt sydväst är den platt. Trakten är obefolkad. Det finns inga samhällen i närheten. 